# Isai Alexandrowitsch Braudo
Isai (Isaja) Alexandrowitsch Braudo (russisch Исай (Исайя) Александрович Браудо; * 28. Julijul. / 9. August 1896greg. in Bojarka, Russisches Kaiserreich, heute Ukraine; † 11. März 1970 in Leningrad, Sowjetunion) war ein sowjetischer Musikwissenschaftler, Organist und Hochschullehrer.

## Leben
Braudo, Sohn des Historikers Alexander Issajewitsch Braudo und seiner Frau Ljubow Iljinitschna geb. Harkavy, nahm früh Klavierunterricht u. a. bei Samuil Maikapar und Alexander Siloti. Er begann 1914 sein Studium am Petrograder Konservatorium in der Orgel-Klasse bei Jacques Handschin und wechselte 1915 in den Pianoforte-Kurs (bis 1918). Dazu war er 1915–1918 Student des Moskauer Konservatoriums in der Pianoforte-Klasse Alexander Goldenweisers. Daneben studierte er Medizin an der Universität Moskau.
1921–1923 studierte Braudo wieder in der Orgel-Klasse des Petrograder Konservatoriums bei Nikolajs Vanadziņš und begann dann dort zu lehren (ab 1935 als Professor), zumal Vanadziņš nach Lettland ausgereist war. Auch führte er die Pianoforte-Klasse des Zentralen Musik-Technikums in Moskau. 1924–1926 führte er seine Ausbildung in Westeuropa fort bei Louis Vierne in Paris, Fritz Heitmann in Berlin, Alfred Sittard in Hamburg und Günther Ramin in Leipzig.
1926 begann Braudo seine selbständige Konzerttätigkeit. Er hinterließ eine Reihe von Niederschriften hauptsächlich zu seinem Orgelrepertoire von Pérotin bis Buxtehude, Bach und Händel. Zu seinen Schülern und Schülerinnen gehörten Nina Oksentjan, Wahagn Stambolzjan, Wladimir Nilsen, Arseni Kotljarewski und  Wladimir Zytowitsch. Braudos Aufsätze über die Orgelspielkunst sind in dem Buch Artikulation. Über das Spielen der Melodie (1961) enthalten.
Braudo wurden gewidmet eine Passacaglia von Christofor Kuschnarjow und das Gedicht Erinnerungen an Professor Braudo von Joseph Brodsky.
Braudo war verheiratet mit Lidija Nikolajewna geb. Tschernoswitowa (1910–1985), die in erster Ehe mit dem Architekten Georgi Schtschuko verheiratet war. Braudos Tochter Anastasija Isajewna (* 1942) wurde Organistin und Cembalistin und war verheiratet mit dem Komponisten Boris Tischtschenko.
Braudos Schwester war die Künstlerin Nadeschda Braudo (1894–1976), die den Dichter und Künstler Léon Zack heiratete.
Zu Braudos 100. Geburtstag wurde in St. Petersburg ein großes Orgelfestival durchgeführt. 2014 fand der II. Internationale Braudo-Orgelwettbewerb des St. Petersburger Konservatoriums statt.

## Ehrung
- Verdienter Künstler der RSFSR